# Cole Porter, ele nunca disse que me amava
Cole Porter, Ele nunca disse que me amava é um musical brasileiro, criado pela dupla Claudio Botelho e Charles Möeller
Conta através da visão de seis mulheres, a vida e a obra do compositor estado-unidense Cole Porter.
Após grande sucesso em sua 1ª montagem,no inicio dos anos 2000, retorna com novos nomes e 3 atrizes do elenco original.